# Usogorsk
Usogorsk (in russo Усогорск?) è un insediamento di tipo urbano di 4 932 abitanti situato nella Repubblica dei Comi, in Russia, nel distretto Udorskij.
Si trova alla confluenza del fiume Us nel Mezen'.